# Salaria
Pour la voie romaine, voir Via Salaria.
Genre
Salaria est un genre de poissons osseux de la famille des Blenniidae.

## Liste des espèces
Selon FishBase (2 avril 2015) :
- Salaria atlantica Doadrio, Perea & Yahyaoui, 2011
- Salaria basilisca (Valenciennes, 1836)
- Salaria economidisi Kottelat, 2004
- Salaria fluviatilis (Asso, 1801) - Blennie fluviatile
- Salaria pavo (Risso, 1810) - Blennie paon

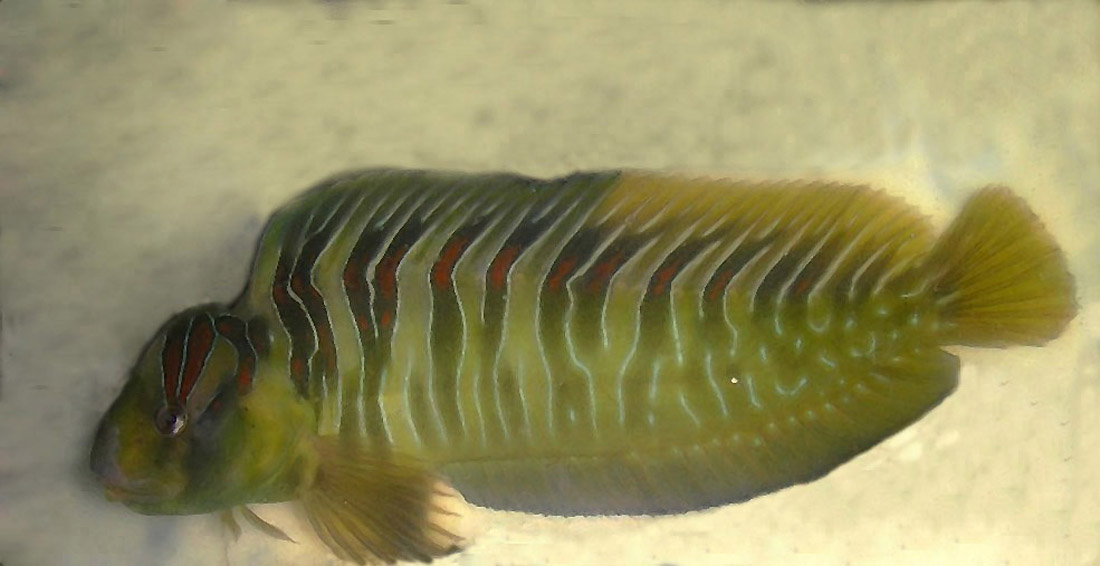
Salaria basilisca
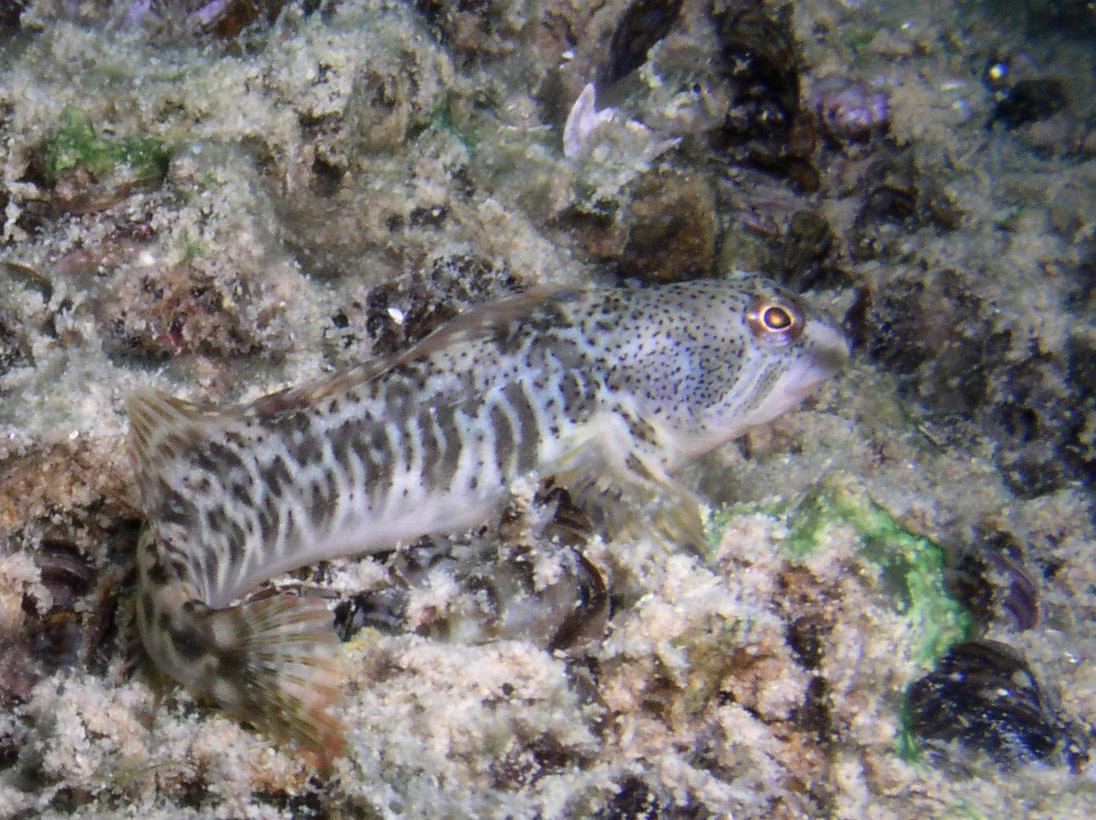
Salaria fluviatilis
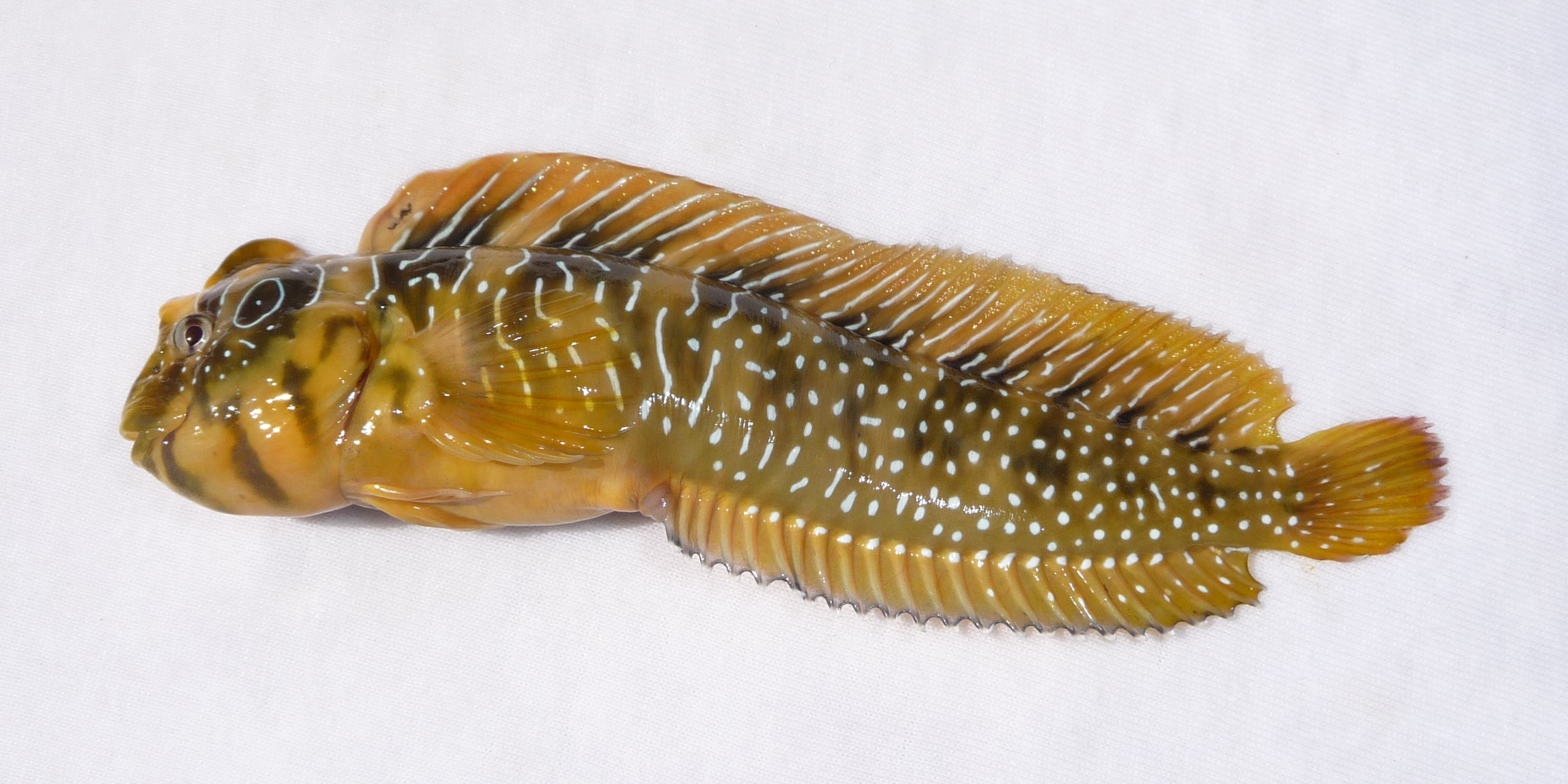
Salaria pavo